# 이여봉
이여봉은 조선 후기의 예학자이다. 호는 초당이다. 취사 이여빈의 문인이다.
박승임과 한우의 문인인 취사 이여빈의 문하에서 성리학을 수학하고, 이후 관직을 단념하고 학문 연구에만 전념하였다. 저명한 학사 김응조와 가례(家禮)에 대하여 질의응답을 하였으며, 가례와 예학에 대한 담론과 연구에 오래도록 몰두했다. 그 뒤 노년에 학행(學行)으로 천거되어 종사랑이 되었다.

## 같이 보기
- 예학
- 이여빈
- 김응조
- 송익필
- 정구
- 박승임
- 김장생
- 안방준
- 김집